# Czernyola weemsi
Czernyola weemsi är en tvåvingeart som först beskrevs av Lonsdale och Marshall 2006.  Czernyola weemsi ingår i släktet Czernyola och familjen träflugor. Inga underarter finns listade i Catalogue of Life.